# 日曹恵須取炭鉱鉄道
日曹恵須取炭鉱鉄道（にっそうえすとるたんこうてつどう）とは、かつて樺太恵須取郡恵須取町の天内駅から同天内炭山駅の間を結んでいた専用鉄道である。

## 路線
- 路線距離：天内駅 - 天内炭山駅間：6km
- 軌間：762mm

## 沿革
- 1927年12月：天内炭鉱の開山に伴い開業[1]。
- 1945年8月：ソ連軍が南樺太へ侵攻、占領し、駅も含め全線がソ連軍に接収される。
- 1960年代：廃止[2]。

## 駅一覧
| 駅名       | 営業キロ | 接続路線 | 所在地 | 所在地   | 所在地   |
| ---------- | -------- | -------- | ------ | -------- | -------- |
| 天内駅     | 0        |          | 樺太   | 恵須取郡 | 恵須取町 |
| 天内炭山駅 | 6        |          | 樺太   | 恵須取郡 | 恵須取町 |